# Q
 For alternative betydninger, se Q (flertydig). (Se også artikler, som begynder med Q)
Q, q er det syttende bogstav i det latinske alfabet og i det danske alfabet.. Den tilhører gruppen vi kalder konsonanter.
I Tyrkiet har Q (i lighed med X og W) været forbudt, fordi bogstaverne anvendes i kurdisk. Disse bogstaver forekommer imidlertid i engelske ord, der hyppigt bruges internationalt, såsom show; og præsident Erdoğan lovede derfor i 2013 at tillade dem. 
Den danske sprogforsker Rasmus Rask anbefalede i et skrift fra 1830'erne ikke q i det danske sprog:
| „ | Q, q, er ikke blot overflødigt og urigtigt i Dansk, men endog til Hinder for tro Betegnelse af Sproget, da det ofte fordunkler Ordenes Oprindelse og Slægtskab, f. E. Kvinde af Kone; bekvem af at komme; Kvartér, Kvast oprindelig det samme som Kost; kvæle, eng. kill. Q er derfor med Rette forkastet af Ped. Syv, og siden af mange nyere. | “ |

På grønlandsk anvendes q til den specielle kra lyd, der i ældre tid blev skrevet med det specielle bogstav ĸ. 

## Andre betydninger
Tegnet Q har mange betydninger:
1. Romertal for 500 (almindeligere er D).
2. Q er indenfor elektronikken betegnelsen for en svingningskreds' godhed.
3. Q er navnet på et månedsblad.
4. Q var partibogstavet for Kristeligt Folkeparti (nu: K – Kristendemokraterne).
5. Q (efter tysk Quelle, kilde, Q-kilden)  : "Tokildehypotesen" blev første gang fremsat af den tyske teolog Christian Hermann Weisse i 1838. Hypotesen går ud på, at der ligger to kilder til grund for Mattæusevangeliet og Lukasevangeliet. Den ene er Markusevangeliet, mens den anden kilde er en (tabt) talekilde/logiakilde, der fik den internationalt accepterede betegnelse Q (efter tysk Quelle).
6. Q er tegnet for kvinder.[4]
7. Q er tegnet for de rationale tal.